# Андрос (Бахамски острови)
Вижте пояснителната страница за други значения на Андрос.
Андрос е най-големият от архипелага Бахамски острови в Карибско море.

## Сините дупки
Покрай източния му бряг се извива дълбока подводна падина, известна като Езикът на океана. По протежение на падината има плитчини и коралови рифове, след които морското дъно внезапно пропада на огромна дълбочина в тъмните бездни на океана. Това са загадъчните сини дупки – входове към удивителни подводни пещери и коридори.
Постоянното движение на водата лесно разрушава варовиковите скали и образува в тях пещери и тунели. Варовиковите пластове на Бахамските острови достигат 8 km под повърхността на морето и са известни с това, че са с най-голяма дебелина сред подобните скални пластове. Топлите води са благоприятно условие за образуването на коралови колонии по варовиковите скали. Когато по-късно скалите започват да потъват (средно около 1 см годишно), коралите се струпват и сплитат. Образуват се дълбоководни пещери и коридори.
При прилив водата при отворите започва да се вихри в мощни водовъртежи, които всмукват всичко навътре и надолу. При отлив дупките бълват обратно засмуканите водни маси. Изследването на пещерите е много опасно. Течението на водата е толкова мощно, че водолазите могат да влизат само в т.нар. „стоящи води“ – краткия спокоен период между прилива и отлива, траещ едва двайсет минути.